# Hamburg-Wohldorf-Ohlstedt
Hamburg-Wohldorf-Ohlstedt (Nederduits: Woolddörp-Oolsteed) is een wijk in het stadsdistrict Hamburg-Wandsbek van de stad Hamburg. Wohldorf-Ohlstedt is de meest noordelijke wijk van de stad, ontstond in 1872 door samenvoeging van het zuidelijke Ohlstedt en het noordelijke Wohldorf, en telt 20.685 inwoners.
Hij paalt aan 3 zijden de Duitse deelstaat Sleeswijk-Holstein

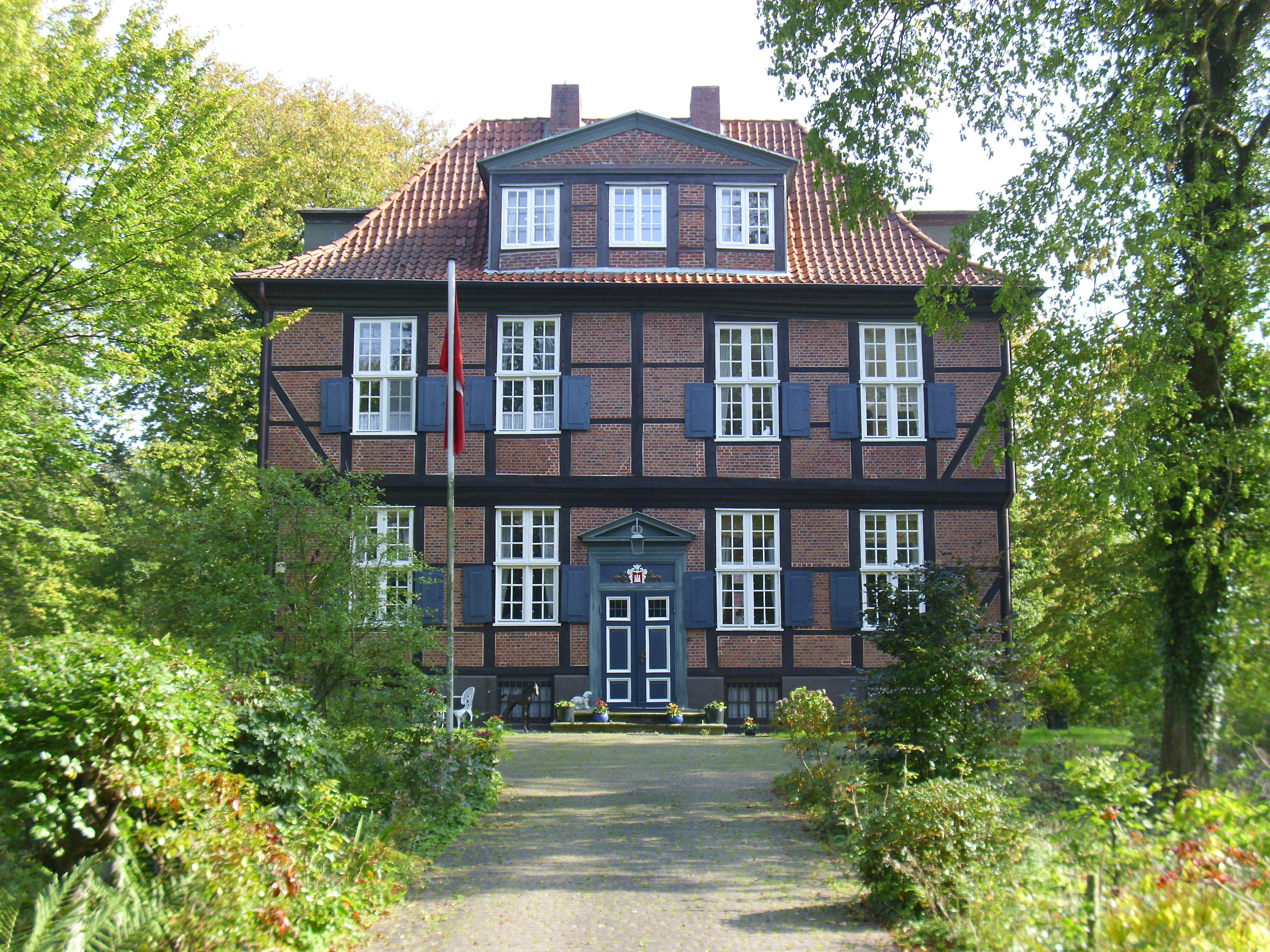
Het Herenhuis van Wohlsdorf

Ohlstedt behoort tot de rijkere buurten van Hamburg en kent vele grote villa's met parkachtige tuinen.
Het Station Hamburg-Ohlstedt is een eindstation van de metrolijn U1.

## Referentie
Bergstedt · Bramfeld · Duvenstedt · Eilbek · Farmsen-Berne · Hummelsbüttel · Jenfeld · Lemsahl-Mellingstedt · Marienthal · Poppenbüttel · Rahlstedt · Sasel · Steilshoop · Tonndorf · Volksdorf · Wandsbek · Wellingsbüttel · Wohldorf-Ohlstedt